# Rańsk (gmina)
Rańsk – dawna gmina wiejska istniejąca w latach 1946–1954 w woj. olsztyńskim (dzisiejsze woj. warmińsko-mazurskie). Siedzibą władz gminy był Rańsk.
Gmina Rańsk powstała po II wojnie światowej na terenie tzw. Ziem Odzyskanych. 28 czerwca 1946 roku jako jednostka administracyjna powiatu szczycieńskiego gmina weszła w skład nowo utworzonego woj. olsztyńskiego. Według stanu z 1 lipca 1952 roku gmina była podzielona na 13 gromad: Jabłonka, Jeleniewo, Kałęczyn, Kaspry, Linowo, Marksoby, Miętkie, Nowe Kiejkuty, Rańsk, Stare Kiejkuty, Targowo, Targowska Wola i Trelkowo.
Gmina została zniesiona 29 września 1954 roku wraz z reformą wprowadzającą gromady w miejsce gmin. Jednostki nie przywrócono 1 stycznia 1973 roku po reaktywowaniu gmin.